# Manfred Seissler
Manfred Seissler, teilweise auch Manfred Seißler geschrieben, (* 8. August 1939) ist ein ehemaliger deutschstämmiger US-amerikanischer Fußballspieler.

## Werdegang
Seissler debütierte zu Beginn der 1960er Jahre für den seinerzeitigen Zweitligisten KSV Hessen Kassel im Erwachsenenbereich. Am Ende der Spielzeit 1961/62 stieg er mit der Mannschaft als Meister der II. Division Süd in die Oberliga Süd auf. Dort wurde der Liganeuling Tabellenzehnter, womit sich die Mannschaft nach Einführung der Bundesliga für die zweitklassige Regionalliga qualifizierte. Da er lediglich zu vier Spieleinsätzen im Saisonverlauf gekommen war, zog er zum Ligakonkurrenten 1. FC Pforzheim weiter. Nach zwei Saisons im Tabellenkeller der Regionalliga Süd wechselte er im Sommer 1965 zu Eintracht Trier in die Regionalliga Südwest, wo er mit dem Vorjahresdritten auch nur knapp dem Abstieg in die Drittklassigkeit entging.
1967 lockte der US-amerikanische Fußball mit der neu gegründeten National Professional Soccer League Seissler nach Nordamerika, dort schloss er sich den Pittsburgh Phantoms an. Nachdem die Meisterschaft in der North American Soccer League aufgegangen war und sich das Franchise aufgelöst hatte, spielte er in der neuen Serie anschließend drei Jahre für die Kansas City Spurs und zweieinhalb Jahre für die Rochester Lancers, mit denen er auch an der Hallenfußballmeisterschaft teilnahm. Im Sommer 1973 wechselte er zu Montreal Olympique, am Ende der Spielzeit löste sich jedoch auch dieses Franchise auf. Anschließend spielte er für die Syracuse Suns in der American Soccer League, ehe er noch einmal kurzzeitig für die Rochester Lancers auflief.
1973 bestritt Seissler ein Länderspiel für die US-amerikanische Nationalmannschaft, bei der 0:4-Niederlage gegen Polen wurde er in der 58. Spielminute durch den ebenfalls deutschstämmigen Siegfried Stritzl ersetzt.